# Pristolepididae

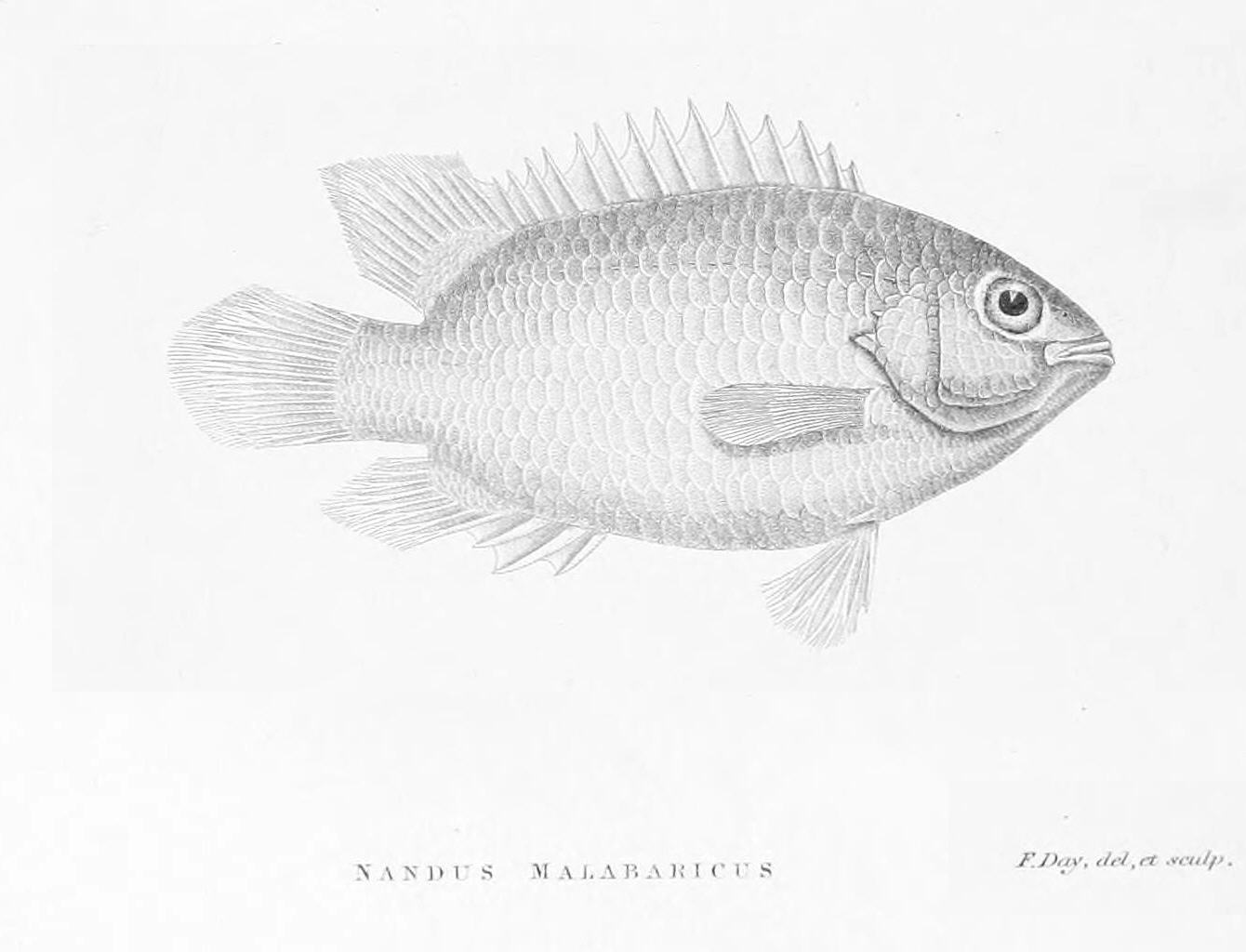
Pristolepis marginata

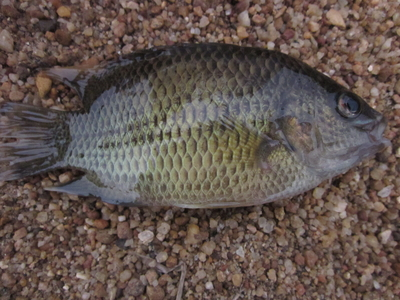
Pristolepis marginata

I Pristolepididae sono una famiglia di pesci ossei d'acqua dolce dell'ordine Anabantiformes. Vi è compreso il solo genere Pristolepis, con 4 specie.

## Distribuzione e habitat
L'areale della famiglia è limitato alle acque dolci della parte tropicale dell'Asia tra l'India meridionale (Kerala) e l'Arcipelago della Sonda.
Popolano prevalentemente le acque ferme delle pianure.

## Descrizione
Hanno corpo rotondeggiante e compresso lateralmente. Gli occhi sono abbastanza grandi, la bocca piccola. La pinna dorsale è composta in gran parte di raggi spinosi. La linea laterale è interrotta nella parte posteriore alta del dorso e riprende sul peduncolo caudale.
La taglia è piccola, Pristolepis fasciata è la specie più grande con 20 cm di lunghezza massima.

## Specie
- Genere Pristolepis
  - Pristolepis fasciata
  - Pristolepis grootii
  - Pristolepis marginata
  - Pristolepis rubripinnis[3]